# Teufelsrochen

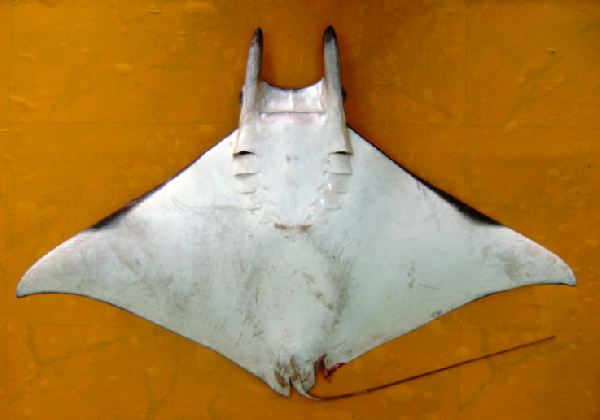
Mobula thurstoni, Bauchseite

Die Gattung der Teufelsrochen (Mobula) kommt mit zehn Arten weltweit in tropischen und subtropischen Meeren vor. Zur Gattung gehören die zwei größten Rochen der Welt, der Riffmanta (M. alfredi) und der Riesenmanta (M. birostris) mit einer Gesamtlänge bis 8 Metern, einer Spannweite bis 7 Metern und einem Maximalgewicht von 1300 kg.

## Merkmale
Teufelsrochen sind mittelgroße bis sehr große Rochen, deren rhombenförmige Körperscheibe breiter als lang ist. Der eigentliche Rumpf ist abgeflacht, aber im Vergleich zu dem anderer Rochen immer noch relativ dick. Der Kopf ist breit und abgeflacht. Charakteristisch für die Gattung sind die auffallenden, seitlich am Kopf sitzenden, nach vorn gerichteten flossenartigen Loben, die dazu dienen, Plankton in das große Maul zu leiten. Die Augen befinden sich an den Kopfseiten. Die Spritzlöcher sind annähernd rund bis schlitzförmig. Das Maul ist sehr breit, fast gerade und endständig oder leicht unterständig. Ober- und Unterkiefer oder der Unterkiefer allein sind mit zahlreichen kleinen, in Reihen angeordneten Zähnen besetzt. Der peitschenförmige Schwanz ist lang, im Vergleich zum Schwanz der meisten anderen Rochen aber kurz. Normalerweise ist er kürzer als die Breite der Körperscheibe. Eine kleine dreieckige Rückenflosse befindet sich oberhalb der Bauchflossenbasis. Der Schwanz kann in einigen Fällen einen kleinen gezähnten Stachel tragen. Eine Schwanzflosse fehlt. Die Haut der Teufelsrochen ist glatt und unbeschuppt oder rau und mit vielen kleinen Dentikeln besetzt. Die Kiementaschen sind mit zahlreichen Kiemenplatten (50 bis fast 140) besetzt. Die Kiemenplatten sind dünn und membranös oder leicht hornig mit einer knorpeligen Basis.

## Lebensweise
Teufelsrochen leben pelagisch als Einzelgänger, paarweise oder in kleinen Gruppen und fressen Zooplankton, Garnelen, manchmal auch kleine Fische. Sie unterscheiden sich von anderen Rochen durch ihre Fortbewegungsart. Während die primitiven Geigenrochen sowie die Sägerochen und die Zitterrochenartigen sich wie die meisten Haie durch Stammschlängeln des Körpers und der Schwanzflosse fortbewegen und die Echten Rochen dies durch wellenförmige Bewegungen ihrer großen Brustflossen tun, schlagen Teufelsrochen wie die Adlerrochen mit den Flossen, ähnlich wie Vögel mit ihren Flügeln. Die Teufelsrochen sind ovovivipar.

## Systematik
Die Gattung Mobula wurde 1810 durch den US-amerikanischen Universalgelehrten Constantine S. Rafinesque-Schmaltz bei der Beschreibung von Mobula auriculata (heute ein Synonym von Mobula mobular) eingeführt. Schon 1829 hatte der englische Zoologe Edward Nathaniel Bancroft für den 1792 von Johann Julius Walbaum als Raja birostris beschriebenen Riesenmanta die Gattung Manta aufgestellt. Beide Gattungen wurden in der Unterfamilie Mobulinae zusammengefasst und der Familie der Adlerrochen (Myliobatidae) zugeordnet. Die Unterfamilie wird in letzter Zeit zunehmend als eigenständige Familie klassifiziert. Da die Gattung Mobula paraphyletisch in Bezug auf Manta war – Mobula mobular ist die Schwesterart einer vom Riesenmanta und vom Riffmanta gebildeten Klade –, wurde die Gattung Manta im Juni 2017 mit Mobula synonymisiert, so dass die Familie Mobulidae nur eine einzige Gattung enthält und somit monotypisch ist.

## Arten
Gemäß „Catalog of Fishes“ zählen die folgenden Arten zur Gattung Mobula:
- Riffmanta (Mobula alfredi (Kreft, 1868))
- Riesenmanta (Mobula birostris (Walbaum, 1792))
- Mobula eregoodootenkee (Cantor, 1849)[6]
- Mobula hypostoma (Bancroft, 1831)
- Kuhls Teufelsrochen (Mobula kuhlii (Müller & Henle, 1841))
- Mobula mobular (Bonnaterre, 1788)
- Mobula munkiana Notarbartolo-di-Sciara, 1987
- Mobula tarapacana (Philippi, 1893)
- Mobula thurstoni (Lloyd, 1908)
- Mobula yarae Bucair & Marshall, 2025[7]

Weitere in der Vergangenheit beschriebene Arten werden heute nicht mehr anerkannt:
- Mobula rochebrunei (Vaillant, 1879)
- Mobula japanica (J. P. Müller & Henle, 1841)

Es wurden mehrere ausgestorbene Arten beschrieben:
- Mobula cappettae Jonet, 1976
- Mobula fragilis (Cappetta, 1970)
- Mobula hynei (Bourdon, 1999)
- Mobula lorenzolizanoi Laurito Mora, 1999
- Mobula loupianensis Cappetta, 1970
- Mobula melanyae (Case, 1980)
- Mobula pectinata Cappetta, 1970